# Prince Engine
Prince é uma família de motores a gasolina de quatro cilindros em linha desenvolvida pela ``Société Française de Mécanique``(Criada em 1969 pela Renault e Peugeot cada uma com 50% de participação e em 2013 o Grupo PSA adquiriu os 50% da Renault).
Trata-se de motores 1.4 aspirados, 1.6 aspirados e 1.6 turbo que são utilizados em diversos modelos compactos e médios da PSA e na segunda geração do MINI (BMW), no BMW 316i.
As variantes do Prince usadas pela BMW até 2013, são conhecidas como N13 / N16 e N18. Ele substituiu a família de motores Tritec usada pela MINI. Foi primeiramente implantado nos veículos MINI em 2006, em 2011  foi a vez dos modelos F20 116i e 118i da BMW. Esse ultimo foi o primeiro a usar o motor montado longitudinalmente.
O grupo PSA começou usar os motores prince em 2005 para substituir a família de Motores TU.
O Peugeot 207 foi o primeiro modelo a receber esse motor na Europa.

## Design
A família de motores Prince compartilha as dimensões básicas do bloco do motor com os motores da família de Motores TU. O projeto de engenharia foi direcionado pelo PSA com algum suporte fornecido pela BMW, incluindo o sistema Valvetronic de variação da abertura das válvulas de admissão, que era usado somente nos motores aspirados feitos exclusivamente pela PSA nos modelos 1.6 16v e 2.01 6v. Além disso esses motores utilizam bombas de óleo e água sob demanda (para reduzir as perdas mecânicas). Nas versões mais potentes eles são dotados de um sistema injeção direta de gasolina com um turbocompressor de duplo fluxo.
Todos os motores Prince compartilham um espaçamento de 84 mm (3,31 in) entre os centro dos cilindros e cada cilindro tem 77 mm (3,03 in) de diâmetro. O motor possui cárter de alumínio e bancada de pistões reforçada.

## Tabela de comparação

### Versões Aspiradas
| Nome comercial              | 1.4l VTI                           | 1.4l VTI                           | 1.6l VTI                           | 1.6l VTI                           | 1.6l VTI                           |
| --------------------------- | ---------------------------------- | ---------------------------------- | ---------------------------------- | ---------------------------------- | ---------------------------------- |
| Nome técnico                | EP3                                | EP3C                               | EP6F                               | EP6                                | EP6C                               |
| usuários                    | PSA / BMW                          | PSA / BMW                          | PSA / BMW                          | PSA / BMW                          | PSA / BMW                          |
| Bloco do motor              | Aluminium                          | Aluminium                          | Aluminium                          | Aluminium                          | Aluminium                          |
| No. de cilindros / Válvulas | 4 cilindros em linha / 16 válvulas | 4 cilindros em linha / 16 válvulas | 4 cilindros em linha / 16 válvulas | 4 cilindros em linha / 16 válvulas | 4 cilindros em linha / 16 válvulas |
| Combustível                 | Gasolina                           | Gasolina                           | Gasolina                           | Gasolina                           | Gasolina                           |
| Tipo                        | Aspirado VVT com injeção indireta  | Aspirado VVT com injeção indireta  | Aspirado VVT com injeção indireta  | Aspirado VVT com injeção indireta  | Aspirado VVT com injeção indireta  |
| Norma de Emissões           | Euro 4                             | Euro 5                             | Euro 6                             | Euro 4                             | Euro 5                             |
| Cilindrada / Diametro       | 1398 cm3 / 77mm x 75mm             | 1398 cm3 / 77mm x 75mm             | 1598 cm3 / 77mm x 85.8mm           | 1598 cm3 / 77mm x 85.8mm           | 1598 cm3 / 77mm x 85.8mm           |
| Potencia max (cv)           | 95cv à 6000 RPM                    | 98cv à 6000 RPM                    | 98cv à 6000 RPM                    | 120cv à 6000 RPM                   | 122cv à 6000 RPM                   |
| Potencia max (kW)           | 70 kW à 6000 RPM                   | 72 kW à 6000 RPM                   | 72 kW à 6000 RPM                   | 88 kW à 6000 RPM                   | 90 kW à 6000 RPM                   |
| Torque max (Nm)             | 136Nm à 4000 RPM                   | 136Nm à 4000 RPM                   | 152Nm à 3500 RPM                   | 160Nm à 4250 RPM                   | 160Nm à 4250 RPM                   |

Aplicação(1.4):
- 2005 — 2006 → Peugeot 307
- 2005 — 2014 → Peugeot 207
- 2007 — 2010 → Mini One
- 2007 — 2015 → Peugeot 308
- 2009 — 2015 → Citroën C3
- 2009 — 2015 → Citroën C3 Picasso
- 2012 — 2015 → Peugeot 208

Os Motores 1.4 aspirados de 4 cilindros foram subistituidos em 2015 pelos motores de 3 cilindroe da série EB (Puretech).
Aplicação(1.6):
- 2007 – 2014 → Peugeot 207 Sport
- 2007 – 2010 → MINI Cooper
- 2011 – 2013 → Mini One
- 2012 – 2015 → Peugeot 208
- 2013 – 2015 → Peugeot 2008
- 2007 – Presente → Peugeot 308
- 2010 – 2015→ Peugeot 3008
- 2011 – 2015 → Peugeot 508
- 2008 – Presente → Citroën C4
- 2009 – 2011 → Citroën DS3
- 2009 – 2015 → Citroën DS4
- 2009 – Presente → Citroën C3
- 2009 – Presente → Citroën C3 Picasso

### Versões Sobrealimentadas (THP/Puretech)
| Nome Comercial           | 1.6 THP                                                      | 1.6 THP                                                      | 1.6 THP                                                      | 1.6 THP                                                      | 1.6 THP                                                      | 1.6 THP                                                      | 1.6 THP                                                      | 1.6 THP                                                      | 1.6 THP                                                      | 1.6 THP                                                      | 1.6 e-THP                                                    | 1.6 e-THP                                                                                         | PureTech                                                     | PureTech                                                     | PureTech                                                     | 1.6 JCW                                                      | 1.6 THP                                                                     | 1.6 THP                                                      |
| ------------------------ | ------------------------------------------------------------ | ------------------------------------------------------------ | ------------------------------------------------------------ | ------------------------------------------------------------ | ------------------------------------------------------------ | ------------------------------------------------------------ | ------------------------------------------------------------ | ------------------------------------------------------------ | ------------------------------------------------------------ | ------------------------------------------------------------ | ------------------------------------------------------------ | ------------------------------------------------------------------------------------------------- | ------------------------------------------------------------ | ------------------------------------------------------------ | ------------------------------------------------------------ | ------------------------------------------------------------ | --------------------------------------------------------------------------- | ------------------------------------------------------------ |
| Nome Técnico             | EP6CDTD[5FA](5F02)                                           | EP6FDTMB                                                     | EP6DT[5FT]                                                   | EP6DT[5FX]                                                   | EP6CDT[5FV]                                                  | EP6CDTM[5FM]                                                 | EP6CDTX[5FU]                                                 | EP6FDTR [5GP]                                                | EP6CDTR [5FG]                                                | EP6FDTR                                                      | EP6FDT[5GZ] EP6FDTM[5GY]                                     | EP6FDTX[5GT] EP6FDTX [5GR]                                                                        | EP6FADTXD                                                    | EP6FADTX                                                     | EP6FADTR                                                     | N14                                                          | N14/ EP6DTS[5FY] /EP6DTS[5FD] [5GN]                                         | N18 / EP6CDTS                                                |
| Utilizadores             | PSA                                                          | PSA                                                          | PSA                                                          | PSA                                                          | PSA                                                          | PSA                                                          | PSA                                                          | PSA                                                          | PSA                                                          | PSA                                                          | PSA                                                          | PSA                                                                                               | PSA                                                          | PSA                                                          | PSA                                                          | Mini                                                         | Mini / PSA                                                                  | BMW / PGO                                                    |
| Bloco do motor           | Alumínio                                                     | Alumínio                                                     | Alumínio                                                     | Alumínio                                                     | Alumínio                                                     | Alumínio                                                     | Alumínio                                                     | Alumínio                                                     | Alumínio                                                     | Alumínio                                                     | Alumínio                                                     | Alumínio                                                                                          | Alumínio                                                     | Alumínio                                                     | Alumínio                                                     | Alumínio                                                     | Alumínio                                                                    | Alumínio                                                     |
| No. cilindros / Válvulas | 4 cilindros em linha / 16 válvulas                           | 4 cilindros em linha / 16 válvulas                           | 4 cilindros em linha / 16 válvulas                           | 4 cilindros em linha / 16 válvulas                           | 4 cilindros em linha / 16 válvulas                           | 4 cilindros em linha / 16 válvulas                           | 4 cilindros em linha / 16 válvulas                           | 4 cilindros em linha / 16 válvulas                           | 4 cilindros em linha / 16 válvulas                           | 4 cilindros em linha / 16 válvulas                           | 4 cilindros em linha / 16 válvulas                           | 4 cilindros em linha / 16 válvulas                                                                | 4 cilindros em linha / 16 válvulas                           | 4 cilindros em linha / 16 válvulas                           | 4 cilindros em linha / 16 válvulas                           | 4 cilindros em linha / 16 válvulas                           | 4 cilindros em linha / 16 válvulas                                          | 4 cilindros em linha / 16 válvulas                           |
| Combustivel              | Gasolina                                                     | Gasolina                                                     | Gasolina                                                     | Gasolina                                                     | Gasolina                                                     | Gasolina                                                     | Gasolina                                                     | Gasolina                                                     | Gasolina                                                     | Gasolina                                                     | Gasolina                                                     | Gasolina                                                                                          | Gasolina                                                     | Gasolina                                                     | Gasolina                                                     | Gasolina                                                     | Gasolina                                                                    | Gasolina                                                     |
| Cilindrada / Válvulas    | 1598cm3 / 77 x 85.8mm                                        | 1598cm3 / 77 x 85.8mm                                        | 1598cm3 / 77 x 85.8mm                                        | 1598cm3 / 77 x 85.8mm                                        | 1598cm3 / 77 x 85.8mm                                        | 1598cm3 / 77 x 85.8mm                                        | 1598cm3 / 77 x 85.8mm                                        | 1598cm3 / 77 x 85.8mm                                        | 1598cm3 / 77 x 85.8mm                                        | 1598cm3 / 77 x 85.8mm                                        | 1598cm3 / 77 x 85.8mm                                        | 1598cm3 / 77 x 85.8mm                                                                             | 1598cm3 / 77 x 85.8mm                                        | 1598cm3 / 77 x 85.8mm                                        | 1598cm3 / 77 x 85.8mm                                        | 1598cm3 / 77 x 85.8mm                                        | 1598cm3 / 77 x 85.8mm                                                       | 1598cm3 / 77 x 85.8mm                                        |
| Tipo                     | Sobrealimentado, turbocompressor Twin Scroll, injeção direta | Sobrealimentado, turbocompressor Twin Scroll, injeção direta | Sobrealimentado, turbocompressor Twin Scroll, injeção direta | Sobrealimentado, turbocompressor Twin Scroll, injeção direta | Sobrealimentado, turbocompressor Twin Scroll, injeção direta | Sobrealimentado, turbocompressor Twin Scroll, injeção direta | Sobrealimentado, turbocompressor Twin Scroll, injeção direta | Sobrealimentado, turbocompressor Twin Scroll, injeção direta | Sobrealimentado, turbocompressor Twin Scroll, injeção direta | Sobrealimentado, turbocompressor Twin Scroll, injeção direta | Sobrealimentado, turbocompressor Twin Scroll, injeção direta | Sobrealimentado, turbocompressor Twin Scroll, injeção direta                                      | Sobrealimentado, turbocompressor Twin Scroll, injeção direta | Sobrealimentado, turbocompressor Twin Scroll, injeção direta | Sobrealimentado, turbocompressor Twin Scroll, injeção direta | Sobrealimentado, turbocompressor Twin Scroll, injeção direta | Sobrealimentado, turbocompressor Twin Scroll, injeção direta                | Sobrealimentado, turbocompressor Twin Scroll, injeção direta |
| Caixa de câmbio          |                                                              |                                                              | BVA4 (AL4)                                                   | BVM (MCM)                                                    |                                                              | BVA6                                                         |                                                              |                                                              |                                                              | Injeção 200 bars                                             |                                                              |                                                                                                   | BVA8 (ATN8)                                                  | BVA8 (ATN8)                                                  |                                                              |                                                              |                                                                             |                                                              |
| Norma de emissões        | Euro 5                                                       | -                                                            | Euro 4                                                       | Euro 4                                                       | Euro 5                                                       | Euro 5                                                       | Euro 5                                                       | Euro 6                                                       | Euro 5                                                       | Euro 6                                                       | Euro 5 / Euro 6                                              | Euro 6                                                                                            | Euro 6.c                                                     | Euro 6.c                                                     | Euro 6.c                                                     | Euro 5                                                       | Euro 4/Euro 5                                                               | Euro 5                                                       |
| Potencia max Cv (Kw) RPM | 125cv (92 kW) à 6000 RPM                                     | 136cv (100 kW) à -RPM                                        | 140cv (103 kW) à 6000 RPM                                    | 150cv (110 kW) à 5800 RPM                                    | 156cv (115 kW) à 6000 RPM                                    | 163cv (120 kW) à 6000 RPM                                    | 200cv (147 kW) a 5500 RPM                                    | 250cv (184 kW) à 6000 RPM                                    | 270cv (199 kW) à 6000 RPM                                    | 270cv (199 kW) à 6000 RPM                                    | 165cv (121 kW) à 6000 RPM                                    | 205 / 208 / 210 cv (151 / 153 / 155 kW) à 5500 RPM                                                | 180cv (133 kW) a 6000 RPM                                    | 225cv (169 kW) a 5500 RPM                                    | 263cv (193 kW) a 6000 RPM                                    | 211cv (157 kW) à 6000 RPM                                    | 175 / 202 / 207 cv (131 / 151 / 154 kW) à 6000 RPM                          | 184cv (137 kW) à 5500 RPM                                    |
| Torque (Nm)              | 200 Nm à 1400 RPM                                            |                                                              | 200 Nm a 1400 RPM                                            | 240 Nm a 1400 RPM                                            | 240 Nm a 1400 RPM                                            | 240 Nm a 1400 RPM                                            | 275 Nm a 1700 RPM                                            | 330 Nm a 1900 RPM                                            | 330 Nm a 1900 RPM                                            | 330 Nm a 1900 RPM                                            | 240 Nm a 1400 RPM                                            | 285 / 300 / 285 Nm a 1700 RPM                                                                     | 250 Nm a 1750 RPM                                            | 300 Nm a 2500 RPM                                            | 340 Nm a 2100 RPM                                            | 260 Nm a 1850 RPM                                            | 240 Nm a 1600 RPM / 275 Nm a 2000 RPM                                       |                                                              |
| Modelo / Versão          | Peugeot 308 II                                               |                                                              |                                                              |                                                              |                                                              | Citroën DS4 Peugeot 408                                      | Peugeot RCZ Peugeot 208 GTi Peugeot 308 GTi                  | Peugeot 308 II GTi                                           | Peugeot RCZ R                                                | Peugeot 308 II GTi by PSP                                    |                                                              | Peugeot 308 II GT (205) Peugeot 208 GTi / GTi 30th / GTi by PSP / DS3 Performance (208) DS4 (210) | Peugeot 508 II DS7 Crossback                                 | Peugeot 308 II GT Peugeot 508 II DS7 Crossback               | Peugeot 308 II GTi by PSP (09/2018 →)                        | Mini R56 Cooper S John Cooper Works                          | Peugeot 207 RC Mini R56 Cooper S (175 cv) Citroën DS3 Racing (202 / 207 cv) | Mini R56 Cooper S                                            |